# Gare centrale de Wrocław

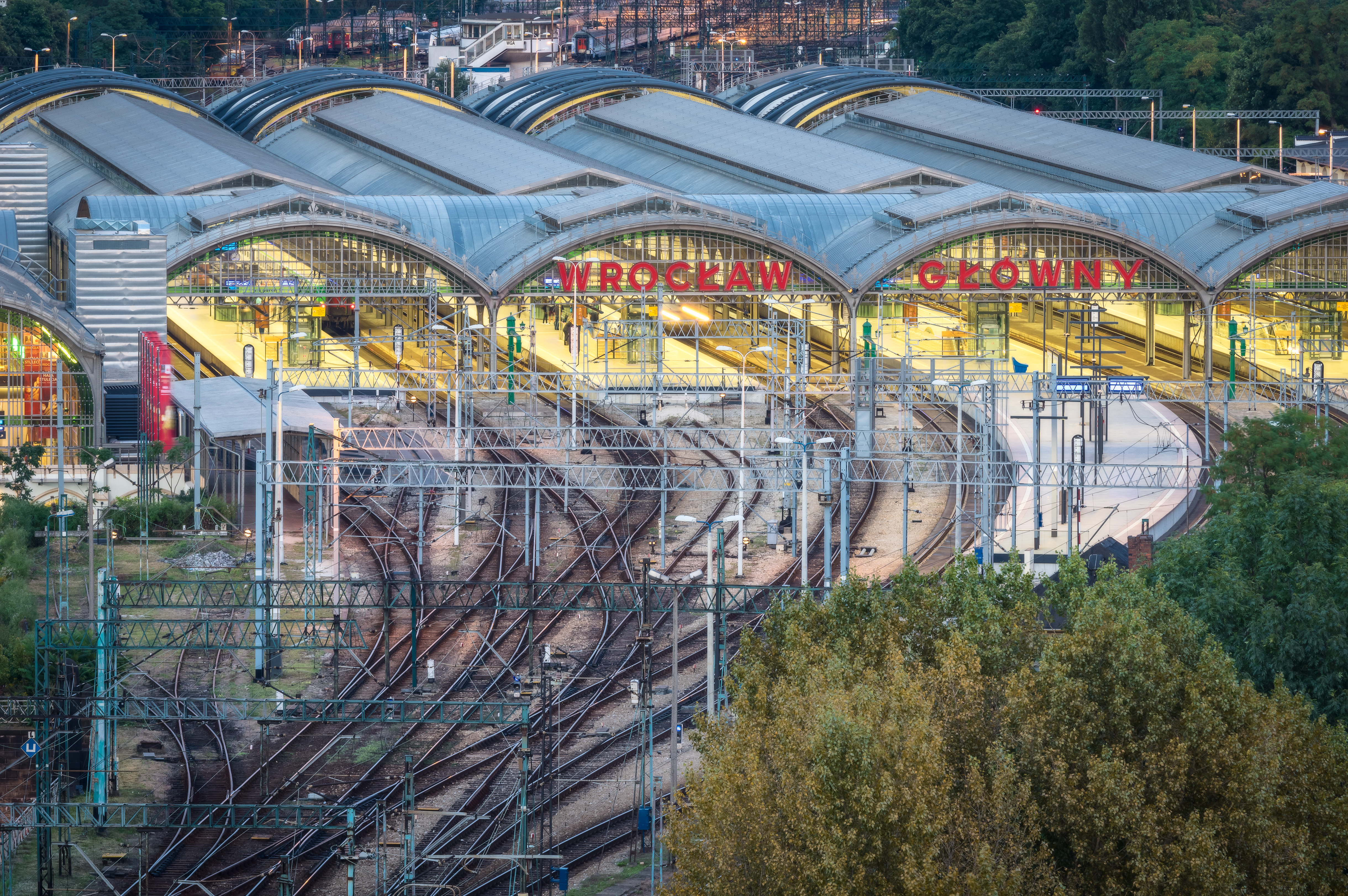
Vue générale de la gare centrale de Wroclaw. Aout 2014.

La gare centrale de Wrocław (en polonais Wrocław Główny), anciennement gare centrale de Breslau (Breslau Hauptbahnhof) est une gare ferroviaire polonaise, la plus importante de la ville de Wrocław. 
Elle est le terminus de nombreuses lignes, en provenance : du sud-est (Opole), du sud (Świdnica et Kłodzko), de l'ouest (Jelenia Góra et Legnica), du nord (Poznań) et du nord-est (Głogów).

## Histoire

### Gare centrale de Breslau (1841-1945)
Breslau est une ville prussienne lorsque le premier bâtiment de la gare est construit entre 1841 et 1842. Le chemin de fer de la Silésie, de Breslau à Oppeln est mis en service le 28 mai 1843. Rapidement d'autres ouvertures de lignes ont lieu : de Breslau à Fribourg le 23 octobre 1843 et de Breslau à Liegnitz le 18 octobre 1844.
Le deuxième bâtiment est construit de 1855 à 1857. Son concepteur est Wilhelm Grapow, architecte royal des Chemins de Fer de Haute-Silésie (Oberschlesische Eisenbahn en Allemand, Kolej Górnośląskich en Polonais). La gare se situait à l'époque à la lisière sud de la ville, sans aucune habitation aux alentours. Près de la gare se trouve la rue Stawowa (en allemand Teich Gasse) son nom provenant des étangs pour la culture de poissons auxquels menait la rue. Ces étangs recouvraient quelques centaines d'hectares - circonscrits par les rues actuelles de : Sucha, Gajowa, Gliniana et Borowska, et juste derrière ces étangs, le long de la rue Glinia se trouvaient alors des bourgs indépendants de la ville de Wrocław comme Lehmgruben - aujourd'hui appelé quartier de Glinianki (en all. Lehm ce qui signifie "argile", et Grube qui signifie "mine").
Le hall de la vieille gare de 1841 se trouve à la place de l'actuel hall central et attenant au bâtiment de la gare construit en style historique. On peut encore apercevoir aujourd'hui dans le hall, le long de la façade, une large passerelle utilisée comme terrasse intérieure, et composée d'une salle d'attente et d'un restaurant ; on y aperçoit encore aussi les traces de l'unique quai alors existant dans la vieille gare. Le Hall, long de 600 pieds de Prusse (environ 200 mètres), fut en son temps avec le bâtiment de la gare le plus grand édifice de ce type en Europe. Près des entrées latérales se trouvaient le service d'expédition des bagages, le téléphone et le télégraphe. Dans le bâtiment de la gare fut construit un restaurant gastronomique, des salles d'attente pour les 1re, 2e et 3e classes ainsi que pour les hôtes de marque (ces dernières, avaient un couloir particulier accédant aux quais). Dans les environs de la gare se trouvait un petit cimetière juif (occupant le triangle formé par les rues actuelles de Gwarna et Piłsudskiego). Devant l'entrée principale de la gare furent construits une grande place et un jardin. Aujourd'hui à la place de ce jardin se trouvent le point de départ des taxis, une aire de stationnement pour les autobus et un parking ; subsistent encore aujourd'hui la fontaine, quelques parterres de fleurs et quelques arbres.
Au fur et à mesure du développement de la ville et du trafic ferroviaire, les prix des lotissements ont parallèlement connus une forte croissance, donnant le coup de départ de l'urbanisation des abords de la gare bien que la région "par delà les voies ferrées" (en se plaçant du côté de la ville) ne connut pas encore de développement notable. Durant les années suivantes commença l'expansion de la gare en fonction de l'accroissement des besoins : Dans les années 1899-1904 le dépôt de charbon se trouvant au nord de la gare fut éliminé, et à sa place on construisit 5 nouveaux quais : Les quatre premiers quais, composés de 2 voies, complètement recouverts d'un toit en forme de nef, le quai numéro V composé d'une seule voie et recouvert de son propre toit particulier. Le nombre de voies passa ainsi à 13. L'ancien hall de la gare dû être reconstruit, ses anciens quais détruits, et son plancher abaissé. Au moment de la reconstruction, en juillet 1903, Wrocław connut une importante inondation, durant laquelle (depuis l'actuelle rue Piłsudskiego et jusqu'à la place de la gare) on dut utiliser des barques. Cet évènement n'a toutefois pas eu de conséquences sur la réalisation des travaux. Dans les années 1920 au moment de la rénovation sur les 4 premiers quais ont été construits des kiosques en pierres.

### Gare centrale de Wroclaw (depuis 1945)
En 1945, à la fin de la Seconde Guerre mondiale, l'accord de Potsdam, la ville et donc la gare se retrouvent située en territoire Polonais. La gare centrale de Breslau est renommée gare centrale de Wroclaw, le nouveau nom donné par la Pologne à la ville.
Durant la Seconde Guerre mondiale furent construits sur la place de la gare des dépôts et abris de défense en béton, qui durant près de 50 ans après la fin de la guerre sont restés fermés (seulement à la fin du XXe siècle on commença à les utiliser entre autres pour les besoins du commerce de détail). À la fin de la guerre on dut également rénover une partie de la façade de la gare (en fonction de l'affectation des différentes parties pour son nouveau locataire : la milice). On détruisit par la même des ornements de style sécession au profit du modernisme de l'époque.

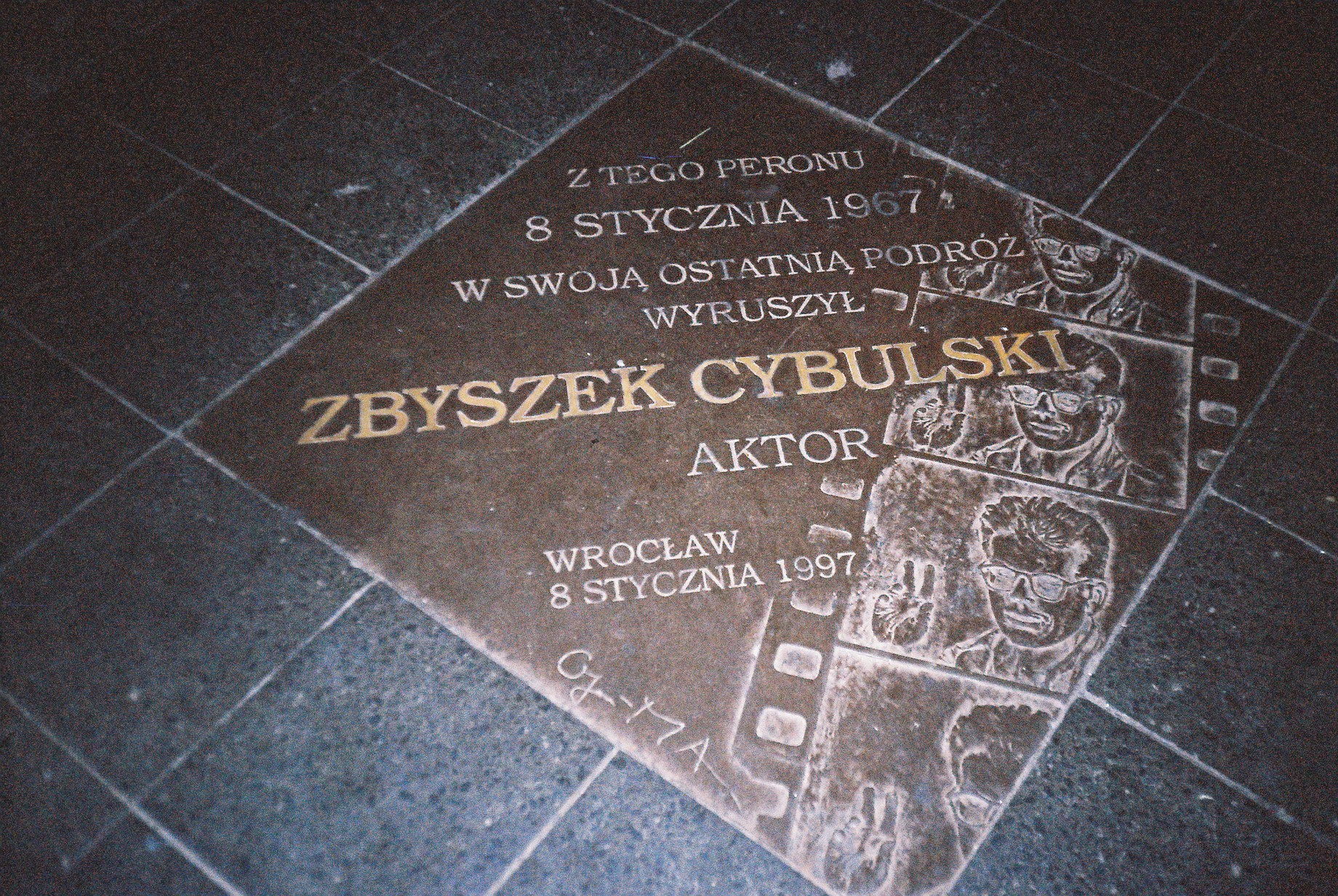
Dalle en l'honneur de l'acteur Cybulski

## Faits divers
Le 8 janvier 1967 sur le quai numéro II de la gare, et rentrant d'une séance de photographie à Wrocłąw l'acteur Zbigniew Cybulski tenta de sauter dans son train déjà en marche mais, ratant son saut, il périt tragiquement sous les roues du train. Au 30e anniversaire de la commémoration de sa mort, le 8 janvier 1997, le réalisateur polonais Andrzej Wajda apporta une plaque commémorative qui fut scellée dans le carrelage.
En juillet 1997, durant l'inondation du millénaire, toute la rue Piłsudskiego le long de la gare fut envahie par les eaux, mais, protégée par des sacs de sable posés tout le long des bâtiments, l'eau ne réussit pas à s'infiltrer dans la gare et ses souterrains, ainsi le trafic ferroviaire ne fut pas interrompu.

## Service des voyageurs

### Accueil

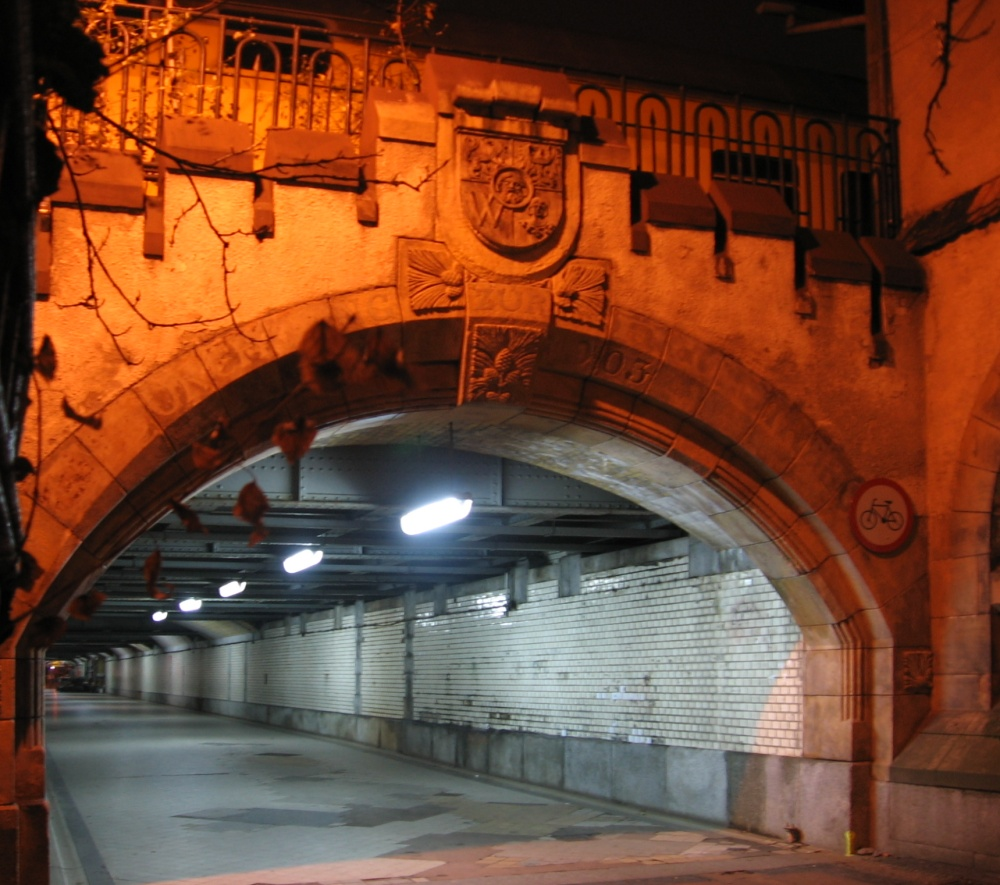
L'entrée nord de la gare

L'entrée principale se situe rue Piłsudskiego, deux entrées latérales se situent de part et d'autre du grand hall et mènent également à la rue Piłsudskiego. L'entrée arrière se trouve du côté opposé aux quais, au nord (rue Sucha). Dans la gare se trouvent cinq quais parallèles (de I à IV avec deux voies, le quai V lui, n'en comptant qu'une seule). Chaque quai comprend deux sorties : l'une en direction du tunnel reliant la rue Sucha à la rue Piłsudskiego (à côté de la gare), la deuxième en direction du tunnel central, menant ainsi au bâtiment principal et au hall de la gare. Tous les quais et les voies se trouvent au-dessus du niveau du sol, la montée vers les quais doit donc se faire par escaliers. La voie courant le long du quai V reçoit parfois deux trains, un à chaque extrémité (ouest et est). Durant un certain temps la partie ouest de cette voie fut appelée voie 9, et pour la distinguer la partie est portait le numéro 10. Depuis 2001, cette fonction du quai et cette dénomination ne sont presque plus utilisées.

## Un cinéma dans la gare
Depuis 1947, dans l'aile ouest de la gare, fonctionnait jusqu'en février 2007 un cinéma de gare. Durant l'ère des cinémas multiplex, il resta fréquenté par de nombreux fidèles. Bien que la salle de ce cinéma soit très petite, le cinéma fonctionna durant 58 ans 24h/24 avec une séance toutes les deux heures et on peut estimer sa fréquentation totale à près de 7 millions de spectateurs. Entre 2002 et 2005, ne pouvant supporter la concurrence des cinémas plus grands, le cinéma s'est spécialisé dans les films "pour adultes". Ce qui ne suffit pas à arranger sa situation financière catastrophique. Et c'est seulement à la fin de l'année 2005, grâce à la baisse du loyer consenti par la société des chemins de fer polonais PKP, que le cinéma a pu reprendre une diffusion de films plus ambitieux (cinéma d'art et d'essai).